# Julianus Wagemans
Pour les articles homonymes, voir Wagemans.
Julianus Wagemans est un gymnaste belge né le 4 août 1890 et mort le 2 mai 1965.

## Carrière
Il fait partie de l'équipe de Belgique qui remporte la médaille d'argent au concours général par équipes aux Jeux olympiques d'été de 1920 se tenant à Anvers.